# All 4 (plataforma de streaming)
All 4 és un servei de vídeo a la carta de Channel Four Television Corporation, gratuït per a la majoria de contingut i finançat per publicitat. El servei està disponible al Regne Unit i a Irlanda, i els espectadors han de tenir una llicència de televisió quan ho miren en directe, però no quan s'utilitzen serveis a la carta. El servei es va llançar el 16 de novembre de 2006 com a 4oD ("4 on Demand"). El servei ofereix una varietat de programes que s'han mostrat recentment a Channel 4, E4, More4, Film4 i 4Music i curtmetratges. Tanmateix, alguns programes i pel·lícules no estan disponibles a causa de problemes de drets a més no pot reproduir contingut en resolucions superiors a 576p. El servei es pot utilitzar sense registre; no obstant això, el registre (gratuït) proporciona algunes funcions addicionals. El servei està disponible sense publicitat (tret de la visualització en directe) amb el pagament d'una subscripció, amb el nom All 4+.
Les versions per cable i IPTV s'executen mitjançant un decodificador adequat, es pot accedir a la variant d'Internet a través del seu lloc web i hi ha aplicacions per a dispositius mòbils. All 4 van generar al voltant de 215 milions de visualitzacions de vídeo de llarga durada en totes les plataformes on estava disponible durant la primera meitat del 2011, cosa que va convertir Channel 4 en l'emissora comercial més gran del Regne Unit en el mercat de vídeo a la carta durant el període.
El 30 de març de 2015, es va fusionar amb 4oD i va canviar el d'All 4. (Les referències a "All 4" que apareixen a continuació abans d'aquesta data s'ha d'entendre que inclouen 4oD).
L'1 de març de 2019, All 4 es van redissenyar amb el canvi del logotip, el disseny de llocs web i el disseny d'aplicacions.

## Plataformes web

### Channel4.com
All 4 és la principal font de programes a la carta de Channel 4, E4 i More4. Actualment, el servei de recuperació dura 30 dies i l'arxiu té milers d'hores de programació.
A l'abril de 2009, la versió d'Internet estava totalment disponible per als usuaris de Mac i Windows amb Adobe Flash Player instal·lat.
El servei "catch-up" ofereix contingut gratuït 30 dies després de l'emissió d'un programa del Channel 4. A partir del 2011, no tot el contingut estava disponible per als usuaris irlandesos a causa de restriccions de llicència; no obstant això, la majoria de la programació està disponible. La transmissió en directe per internet del Channel 4 i dels seus canals germans no està disponible fora del Regne Unit.
El Channel 4 va rellançar 4oD el 31 d'agost de 2011. Al centre dels canvis hi ha "My 4oD", que permet als usuaris registrats crear llistes de reproducció, programar programes, mantenir un registre del que han vist, desar els seus preferits en un sol lloc i rebre recordatoris de la pàgina sempre que hi hagi un nou episodi. Altres funcions inclouen una millor visualització de tota la pàgina i una navegació al lloc optimitzada durant la visualització.
Des del 2014, el servei impedeix que els usuaris amb programari de bloqueig d'anuncis vegin vídeos a All 4.

### Altres proveïdors de contingut del Channel 4

#### Amazon Instant Video
Amazon Instant Video té un acord de contingut amb Channel 4, que permet als seus membres accedir en streaming als arxius d'All 4 en una col·lecció de marca especial.

#### Blinkbox
Blinkbox va adquirir prèviament llicències per a diversos programes als quals es podia accedir des del seu lloc web, tot i que a All 4 no estan disponibles. Algunes sèries de televisió estan disponibles de franc, com ara Balls of Steel, Embarrassing Bodies, Shameless (GB) i Skins, mentre que d'altres, per exemple ER, Shameless (EUA) i The Big Bang Theory, es cobren.

#### Netflix
Netflix ha comprat els drets de diversos programes del Channel 4, com Father Ted, The IT Crowd i The Inbetweeners, on es mostren sense anuncis. Aquestes sèries es van retirar de Netflix al Regne Unit el 15 de febrer de 2014.

#### YouTube
4oD es va llançar a YouTube al Regne Unit a finals del 2009, amb set canals dedicats a cada gènere per 4oD separats dels canals Channel 4 i E4. No obstant això, es va anunciar el 7 de gener de 2014 que Channel 4 havia eliminat tota la seva programació de llarga durada de YouTube per centrar-se en la seva pròpia plataforma 4oD, tot i que la programació de 4Shorts i Mashed continuaria disponible.

### Contingut de tercers
Durant el 2020, Channel 4 va signar un nou acord de llicències amb la Walt Disney Company per distribuir una gran varietat d'antigues programacions de la 20th Century Fox com una part de la funció "box set" en expansió. Al juny es va presentar Buffy the Vampire Slayer, seguit per Angel, el seu spin-off, el setembre del 2020, i Malcolm in the Middle a l'octubre del 2020.

## Plataformes de televisió

### Reproductors de Blu-ray i televisors
El 22 de març de 2013 es va llançar una aplicació d'All 4 per al servei Samsung Smart TV .

### Freesat
Els quatre van estar disponibles com a part de la segona generació de Freesat de la guia de temps lliure el 27 de juny de 2013, oferint els darrers set dies de programació integrada a la guia de TV i accés a l'arxiu dels 4 a través de la secció a la carta. A partir del 22 de febrer de 2018, els 4 deixaran d'estar disponibles als serveis de Freesat.
All 4 es van afegir al servei de Sky On Demand el 18 de març de 2013.

### Virgin Media
All 4 està disponible al servei de televisió per cable de Virgin Media. Aquesta plataforma ofereix programes durant els 7 dies posteriors a l'emissió i Virgin té un ús exclusiu de la majoria d'arxius del Channel 4, que són gratuïts al paquet XL. El 2007, Virgin Media va anunciar plans per oferir programació d'alta definició a través d'All 4.

### YouView
All 4 era un dels quatre serveis disponibles al llançament de YouView el juliol de 2012. Al llançament, l'aplicació d'All 4 contenia opcions per continuar veient programes recents i navegar per les categories més populars, col·leccions i qualsevol dels seus programes de l'A a la Z, però no tenia una funció de cerca i contenia anuncis que no es podien ometre. També està disponible per als clients de BT TV i TalkTalk Plus TV, ja que aquests serveis s'executen a YouView.

## Consoles de jocs

### PlayStation 3
All 4 es va llançar el 14 de desembre de 2010 a PlayStation 3 a través de PlayStation Network. Aquest servei era accessible a través de ps3.channel4.com, però ara s'ha substituït per una aplicació nativa. La versió de l'aplicació d'All 4 per a PlayStation 3 es va llançar el 20 de juny de 2013 i permetia l'accés a la biblioteca completa d'All 4. All 4 de PS3 és gratuït i finançat per anuncis.

### PlayStation 4
L'aplicació All 4 es va llançar a PlayStation 4 el 23 de desembre de 2015.

### Xbox 360
El 5 d'octubre de 2011, es va anunciar que All 4 estaria disponible per a tots els membres de Xbox Live Gold. El servei també s'integra amb el controlador Kinect de la Xbox 360. All 4 es van afegir a Xbox Live el 21 de desembre de 2011. Tot el contingut de Xbox Live conté anuncis que no es poden ometre.

### Xbox One
El 8 de novembre de 2013, Channel 4 va anunciar que l'aplicació d'All 4 estaria disponible a Xbox One quan es va llançar el 22 de novembre de 2013. L'agost de 2019, l'aplicació es va eliminar de Microsoft Store. Més tard es va llançar amb funcions inferiors a altres plataformes.

## Plataformes mòbils

### Dispositius Android
El 5 de febrer de 2013 es va llançar una aplicació per al sistema operatiu Android. A 2020 es necessita la versió d'Android 5.0 o superior. El servei no admet dispositius que detecta com a rooted.

### Dispositius iOS
El 3 de maig de 2011 es va llançar una aplicació per a iPad d'All 4 que ofereix un servei de catch-up de 30 dies. A 2011 aquesta aplicació era compatible amb l'iPad amb iOS 3.2 o posterior. El disseny de l'aplicació era elegant i intuïtiu, però va rebre ressenyes desfavorables a causa de problemes tècnics i del seu ús de pauses comercials. Des del 2013 es permet la descàrrega i la visualització fora de línia.
El 2 de setembre de 2011 es va llançar una aplicació d'All 4 per a l'iPhone i l'iPod Touch que oferia un servei catch-up durant 30 dies, juntament amb una actualització de l'aplicació iPad. Ambdues aplicacions admeten funcions de cerca per permetre als usuaris navegar pel contingut de catch-up i arxiu. Tots dos es poden navegar en 3G, però la reproducció de vídeo només està disponible amb senyal Wi-Fi per "garantir que la qualitat de l'experiència de visualització no es vegi afectada". L'aplicació també enllaça amb el contingut de Channel 4 a iTunes, cosa que permet comprar programes.

### Telèfon Windows
El 13 de novembre de 2013 es va llançar una aplicació nativa d'All 4 per a telèfons mòbils amb la plataforma Windows Phone 8.

## Plataformes informàtiques
El servei estava disponible originalment com a programa d'escriptori de Windows, només per descarregar programes similars a l'escriptori BBC iPlayer. Després del llançament de la versió web de 4oD a l'abril de 2009, el client d'escriptori va continuar permetent la descàrrega de contingut de fora de la finestra de recuperació. El programa basat en Kontiki que oferia descàrregues de Windows Media Video es va tancar el juliol de 2009.
El client d'escriptori oferia programacions d'altres emissores com FX i National Geographic, així com pel·lícules de 20th Century Fox. També hi havia disponible una característica " Download To Own" (DTO) o "Buy" en el contingut seleccionat, que permetia als usuaris comprar un programa i mantenir-lo el temps que volguessin.
El 17 de desembre de 2012, Channel 4 i Microsoft van llançar una aplicació dedicada a All 4 per a Windows 8. La decisió va fer que Channel 4 es convertís en la primera emissora britànica important a donar suport al sistema operatiu amb una aplicació nativa.

## Programació exclusiva
- Curtmetratges del Channel 4 (2014-actualitat)
- Walter Presents (2016-actualitat): títols en llengua estrangera
- The Island with Bear Grylls EUA (2016-actualitat)
- Hunted America (2017-actualitat)